# Stazione di Patti Marina
La stazione di Patti Marina è stata una fermata ferroviaria posta lungo la linea Palermo-Messina che fino al 1990 ha servito la frazione balneare del comune di Patti.

## Storia
La fermata entrò in servizio il 12 dicembre 1894, alcuni anni dopo l'attivazione della linea, e continuò il suo esercizio fino alla cessazione del servizio viaggiatori avvenuta il 27 maggio 1990.

## Strutture e impianti
La fermata disponeva di un fabbricato viaggiatori con annessa biglietteria e sala d'attesa e del solo binario di circolazione.